# Asian Open
Открытый чемпионат Азии (англ. Asian Open, позднее Asian Classic) — профессиональный рейтинговый турнир по снукеру. 
Проводился в сезонах с 1989/90 по 1992/93, затем, после перерыва, в сезоне 1996/97, был рейтинговым турниром Asian Classic. Со следующего сезона превратился в открытый чемпионат Китая по снукеру (сначала как пригласительный China Challenge, затем стал рейтинговый). 
Asian Open/Asian Classic проводился в Таиланде, кроме сезона 1990/91, когда турнир прошёл в Гуанчжоу, Китай.

## Победители
| Год                                 | Чемпион                  | Финалист                 | Счёт в финале            | Сезон                    |
| Asian Open (рейтинговый)            | Asian Open (рейтинговый) | Asian Open (рейтинговый) | Asian Open (рейтинговый) | Asian Open (рейтинговый) |
| ----------------------------------- | ------------------------ | ------------------------ | ------------------------ | ------------------------ |
| 1989                                | Стивен Хендри            | Джеймс Уоттана           | 9:6                      | 1989/90                  |
| 1990                                | Стивен Хендри            | Деннис Тейлор            | 9:3                      | 1990/91                  |
| 1992                                | Стив Дэвис               | Алан Макманус            | 9:3                      | 1991/92                  |
| 1993                                | Дэйв Харольд             | Даррен Морган            | 9:3                      | 1992/93                  |
| Suntory Asian Classic (рейтинговый) |                          |                          |                          |                          |
| 1996                                | Ронни О’Салливан         | Брайан Морган            | 9:8                      | 1996/97                  |